# Ванчо Апостолски
Ванчо Апостолски (Штип, 22. децембар 1925 — Скопље, 8. септембар 2008), новинар, учесник Народноослободилачке борбе и друштвено-политички радник СФР Југославије и СР Македоније. Од 26. априла 1985. до јуна 1986. године обављао је функцију председника Председништва СР Македоније.

## Биографија
Рођен је 22. децембра 1925. године у Штипу. Завршио је гимназију у родном месту и политичку школу после рата. Учесник Народноослободилачке борбе био је од 1941. године. За време рата био је на разним политичким дужностима.
После рата вршио је многе друштвено-политичке дужности:
- главни уредник листа „Глас у Штипу“
- уредник дневног листа „Нова Македонија“
- новинар у „Борби“
- члан Агитпропа Централног комитета Комунистичке партије Македоније
- заменик главног уредника „Нове Македоније“
- директор Уреда за информације Извршног савета СР Македоније
- саветник у Кабинету председника Собрања СР Македоније
- државни подсекретар и секретар у Извршном савету
- члан Извршног комитета Централног комитета Савеза комуниста Македоније
- потпредседник Удружења новинара Македоније
- потпредседник Матице исељеника Македоније
- потпредседник Собрања СР Македоније
- председник Удружења новинара СР Македоније
- генерални директор НИП „Нова Македонија“ од 1973. до 1982. године
- члан Председништва ЦК СКМ
- члан Председништва СР Македоније од априла 1982. до 25. априла 1985. године
- председник Председнштва СР Македоније од 26. априла 1985. до јуна 1986. године

Умро је 8. септембра 2008. године у Скопљу.
Написао је многе чланке, брошуре и књиге, међу којима је и „Савремени аспекти великобугарског национализма“ (1981).
Носилац је Партизанске споменице 1941. и више других одликовања.